# Bailleul-le-Soc
 Bailleul-le-Soc  là một xã thuộc tỉnh Oise trong vùng Hauts-de-France phía bắc Pháp. Xã này nằm ở khu vực có độ cao trung bình 120 mét trên mực nước biển.